# Charlton Heston
Charlton Heston, vlastním jménem John Charles Carter (4. října 1923 – 5. dubna 2008)
byl americký filmový herec. Jeho manželka byla herečka a fotografka Lydia Clarke.
Hrál hrdiny v mnoha filmových rolích, například Mojžíše ve filmu Desatero přikázaní, Jehudu Ben-Hura ve filmu Ben Hur (Oscar), Steve Leecha ve filmu Velká země nebo plukovníka George Taylora v Planetě opic.
Celý život se aktivně věnoval otázce lidských a občanských práv. Na začátku své kariéry patřil k hereckým hvězdám vystupujícím proti rasismu, později ve jménu práva na život ostře vystupoval proti interrupcím. Rovněž obhajoval právo Američanů nosit zbraň. V letech 1998 až 2001 byl prezidentem asociace držitelů zbraní National Rifle Association.